# Sonic Rivals 2
Sonic Rivals 2 (ソニックライバルズ2, , Sonikku raibaruzu 2) é um jogo eletrônico da série Sonic the Hedgehog, e sequência de Sonic Rivals. O jogo foi desenvolvido pela Backbone Entertainment e supervisionado pela Sega Studio USA. Foi lançado no dia 13 de Novembro de 2007 na América do Norte exclusivamente para o videogame portátil PlayStation Portable. Assim como o original, Sonic Rivals 2 não foi lançado no Japão.

## Jogabilidade
Assim como o original, o jogo segue o estilo plataforma 2D. Sonic Rivals 2 possui gráficos totalmente 3D.
O jogo contém os modos Single Player (Um jogador), Multiplayer (Multijogador).

### Um jogador
- Story Mode: Modo história. O jogador pode progredir no jogo, vencendo corridas contra um rival (conforme o decorrer da história) em 3 atos, ao fim desses 3 atos, enfrenta um chefe, com exceção da fase final. Os personagens são divididos em quatro times (Sonic and Tails, Shadow e Metal Sonic, Silver e Espio, Knuckles e Rouge) e cada personagem tem o seu enredo, totalizando 8 diferentes rumos.
- Free Play: Similar aos jogos clássicos Sonic, é um novo modo de jogo, onde o jogador pode competir sozinho em um estágio normal, sem adversário, podendo competir em time attack ou encontrar os 10 Chaos escondidos nas fases.
- Cup Circuit: O jogador pode competir em circuitos ou sequências de fases pré-determinadas e chefes, para conquistar cards (cartas) do jogo.

### Multijogador
- Knockout: Os jogadores começam com 3 argolas, e basicamente quem fizer mais “knockouts” ao seu adversário ganha. Perde o jogador que não possuir nenhuma argola e for atingido.
- Rings Battle: Em uma corrida, um tempo é determinado para coletar argolas; vence quem tiver mais argolas no final do tempo determinado.
- Capture the Chao: Os jogadores tem o objetivo de capturar os Chaos do inimigo e trazê-los para a sua base, e ao mesmo tempo, tentar manter os seus Chaos protegidos. Possui o mesmo conceito de capture the flag.
- Laps Race: O objetivo do modo é ser o primeiro a dar um determinado número de voltas na pista.
- King of the Hill: Deve-se chegar ao topo do nível, e ganha pontos por se posicionando abaixo do Omochao. Ganha quem tiver mais pontos.
- Tag: É um tipo de mistura entre "batata-quente" e "pega-pega". Cada jogador tem um tempo limite que surge quando eles segurarem a bomba. O jogador deve passar a bomba atacando o oponente. O primeiro que tiver o tempo expirado, perde.

## Personagens
Sonic Rivals 2 possui os mesmos cinco personagens que o jogo original possui além da adição de novos três. Todos eles têm as habilidades Homing Attack e Spin Dash. Cada personagem pode usar o "Signature Meter" (movimento especial). Este movimento especial tem a mesma função do item "estrela" presente em Sonic Rivals. Para conseguir efetuar este movimento, deve-se completar uma barra (coletando argolas, destruindo inimigos), chamada "Signature Meter".

### Protagonistas
- Sonic the Hedgehog: Sonic trabalha com Tails para investigar sobre o sumiço dos Chaos. O maior rival do ouriço e também seu oposto é o Shadow.
- Miles "Tails" Prower: Companheiro de Sonic, Tails o ajuda para encontrar os Chaos desaparecidos. Sua maior rival e também sua oposto é a Rouge.
- Knuckles the Echidna: O guardião da Master Emerald, Knuckles se junta com Rouge para encontrarem a Esmeralda Mestre. Ele é amigo e rival de Sonic.
- Rouge the Bat: Uma espiã do governo que tem grande admiração por jóias. Rouge forma uma dupla com Knuckles para encontrarem a Master Emerald. Seu maior rival e também seu oposto é o Tails.
- Shadow the Hedgehog: Shadow trabalha com Metal Sonic para acabar com os planos malignos de Eggman Nega. Seu maior rival e também seu oposto é o Sonic.
- Metal Sonic: Andróide com características fiéis à de Sonic, Metal Sonic é enviado por Dr. Eggman para trabalhar juntamente com Shadow.
- Silver the Hedgehog: Um ouriço vindo do futuro com habilidades psicocinéticas, Silver se junta com Espio para resgatar os Chaos desaparecidos.
- Espio the Chameleon: Um ninja mestre e detetive, Espio trabalha com Silver para solucionar o caso dos Chaos Desaparecidos.

### Coadjuvantes
- Dr. Eggman: O principal vilão da série, mas desta vez é um vilão coadjuvante. Eggman Nega se disfarça de Dr. Eggman para enganar 4 dos 8 personagens principais, no entanto, o verdadeiro Eggman está dando instruções para Shadow e Metal Sonic para que suas determinadas missões sejam cumpridas.
- Eggman Nega: O principal antagonista do jogo. O jogador deve batalhar com ele no fim de cada fase (zona), no entanto, ele está fantasiado de Dr. Eggman. Durante a história, ele contrata Rouge para encontrar as Chaos Emeralds para ele e cria Metal Sonic 3.0, uma versão avançada de Metal Sonic.
- Ifrit: Uma fera gigante de fogo envocada por Eggman Nega. Ele ataca o jogador que o ataca e o outro personagem que está sobre seu controle.
- Metal Sonic 3.0: Uma versão mais avançada de Metal Sonic. Ele é criado por Eggman Nega e o ajuda a libertar Ifrit no final do jogo. O jogador deve lutar com ele durante a história de Metal Sonic.
- Espírito de Sonic/Tails: Um fantasma que imita a aparência dos outros. Na fase Mystic Haunt, ele ataca Sonic e Tails e toma as suas respectivas aparências.
- Vector the Crocodile: Ajuda Espio e aparece como holograma no início e no final do jogo.

## História
As "formas de vida" (apresentadas em Sonic Adventure) raptaram os Chaos. Eggman Nega, disfarçado de Eggman, planeja pegar os Chaos e dá-los como alimento a uma besta chamada “Ifrit”, que precisa deles para se tornar mais forte; ao mesmo tempo, necessita das Chaos Emeralds para abrir um portal, que liberará Ifrit. O enredo é dividido por duplas, de certa forma semelhante a Sonic Adventure 2, porém cada personagem tem o seu próprio roteiro:
Sonic e Tails: Após saberem do que aconteceu aos Chaos, Sonic e Tails forma uma dupla, para procurar e resgatá-los de Eggman.
Knuckles e Rouge: Knuckles parte à procura da Master Emerald que desapareceu novamente. Rouge foi contratada doi Nega para procurar pelas Chaos Emeralds, formando assim uma dupla com Knuckles.
Silver e Espio: Silver regressa do futuro, e descobre um passado destruído por um demônio chamado Ifrit. Ele precisa levar alguns Chaos para salvar o futuro e assim é ajudado por Espio que está na procura dos Chaos desaparecidos.
Shadow e Metal Sonic: O verdadeiro Eggman, manda Metal Sonic a procura de Shadow, para contar-lhe sobre os planos de Eggman Nega tem para roubar os Chaos e as Esmeraldas do Caos. Logo, os dois formam um time para procurar as esmeraldas antes de Nega.

## Música
Foi revelado no site oficial de Jun Senoue (produtor musical da Sega) que ele trabalharia em conjunto com Ted Poley na música tema "Race To Win". Esta não é a primeira vez que Ted Poley e Jun Senoue trabalharam juntos; aparecendo trabalhos em conjunto deles nos jogos Sonic Adventure, Sonic Adventure 2 e Sonic Heroes. O restante das músicas do jogo foram compostas por Chris Rezanson.

## Recepção
O jogo recebeu vários reviews de grandes revistas e websites. Os rankings gerais do jogo correm em cerca de 63%.
- IGN - 6.5/10
- GameSpot - 5/10
- GameSpy - 3.5/5
- GameZone - 6/10
- GameDaily - 6/10
- Game Revolution - D
- Eurogamer - 7/10
- 1UP.com - 4.5/10

Em março de 2009, Sonic Rivals 2 foi certificado como parte do Sony's Greatest Hits (Maiores Vendas da Sony), representando as vendas na América do Norte com cerca de 250.000 cópias vendidas.